# LAPOSTA 2025 Supported by docomo
『LAPOSTA 2025 Supported by docomo』（ラポスタ 2025 サポーテッド バイ ドコモ）は、LAPONEエンタテインメントによる映像作品。または、2025年1月27日～2月2日に行われた東京ドームとその他周辺施設での公演・企画の総称。

2025年8月13日にDVDとBlu-Rayで発売された。

## 概要
2025年1月31日～2月2日に東京ドームで行われた『LAPOSTA 2025 Supported by docomo』より、2月2日の最終公演を収録。
DVD（Disc2枚組）及びBlu-Ray（Disc1枚）の2形態で発売。

## 開催経緯
代表の崔信化は、JO1がデビューした2020年3月の時点から「彼らの後輩グループが出てきたら、みんなでファミリーコンサートのようなイベントができれば面白い、それを東京ドームでやったら......」という漠然とした構想があったと明かしている。
その後、2021年11月にINI、2023年5月にDXTEENがデビューしたことで、2023年に初の合同ライブ『LAPOSTA 2023』が開催され、翌年にも『LAPOSTA 2024』が開催された。
2024年4月にME:I、6月にIS:SUEがデビューして所属アーティストが5組となり、トップパートナーにNTT docomoを迎えたことで、念願だった東京ドームとその他周辺施設で過去最大規模でのLAPOSTAの開催が決定した。
開催が発表された9月4日には東京ドームシティ プリズムホールにて記者会見が行われ、崔信化とJO1が登壇した。

## ライブ
コンセプトは「ADVENTURE OF HEARTS」。崔はその主旨を「ワクワクするような冒険を、アーティストとファンが一緒になって作り上げたい」と説明した。
「航海」をテーマにビジュアル撮影が行われた。
『LAPOSTA 2025』では、東京ドームでの合同ライブをはじめ、その他周辺施設を舞台に約1週間にわたって様々な公演・企画が実施された。

### LAPOSTA 2025 Supported by docomo
3回目の開催となるLAPONEエンタテインメント所属アーティストによる合同ライブ。2024年9月4日に開催が発表された。
LAPOSTA初のドームでの開催。公演数も3日間3公演に増加し、15万人を動員した。
今回から新たにLAPONE GIRLS所属のME:IとIS:SUEが加わり、出演アーティストは計5組となった。また、11月7日に、ゲストアーティストとして31日公演にZEROBASEONE、1日公演にKep1erとiznaが出演することが発表された。
1月31日公演では、全国47都道府県の約180館の映画館でライブビューイングが開催された。
3月25日に、フジテレビTWOにて2月2日公演のライブ本編とバックステージ映像が独占放送された。
|   | 開催日  | 開演  | 場所            | ゲストアーティスト | 備考               |
| - | ------- | ----- | --------------- | ------------------ | ------------------ |
| 1 | 1月31日 | 18:00 | 東京 東京ドーム | ZEROBASEONE        | ライブビューイング |
| 2 | 2月1日  | 18:00 | 東京 東京ドーム | Kep1er・izna       |                    |
| 3 | 2月2日  | 16:00 | 東京 東京ドーム |                    | 映像化             |

### SHOW PRODUCED by MEMBERS
IMM THEATER・シアターGロッソ・後楽園ホールにて、JO1・INIのメンバーが個人プロデュースするソロステージ。各メンバーが自ら公演内容を考案し、オリジナル楽曲やカバー楽曲披露のほか、バンド演奏やダンス、トークコーナー、作品展示など、バラエティあふれる企画を実施した。
LeminoとFANY Online Ticketにて2025年2月22日～2月24日にペイパービュー配信された。
Leminoプレミアムにて2025年7月10日より見放題配信された。
|    | 開催日  | 公演名                             | メンバー | 開演  | 場所            | 備考                                                       |
| -- | ------- | ---------------------------------- | -------- | ----- | --------------- | ---------------------------------------------------------- |
| 1  | 1月27日 | Who am I?                          | 白岩瑠姫 | 16:30 | IMM THEATER     |                                                            |
| 2  | 1月27日 | Echoes.                            | 髙塚大夢 | 21:00 | IMM THEATER     |                                                            |
| 3  | 1月27日 | Give me your day                   | 川尻蓮   | 16:30 | シアターGロッソ | 川西拓実がゲスト出演                                       |
| 4  | 1月27日 | Unknown Adventure                  | 木村柾哉 | 21:00 | シアターGロッソ |                                                            |
| 5  | 1月27日 | KiDS                               | 西洸人   | 21:30 | 後楽園ホール    | 田島将吾・池﨑理人・青山テルマ・オカモトレイジがゲスト出演 |
| 6  | 1月28日 | Day by day                         | 與那城奨 | 12:00 | IMM THEATER     | 河野純喜がゲスト出演                                       |
| 7  | 1月28日 | Love in the sky ～快適な空の旅へ～ | 金城碧海 | 16:30 | IMM THEATER     |                                                            |
| 8  | 1月28日 | lay a rail                         | 藤牧京介 | 21:00 | IMM THEATER     |                                                            |
| 9  | 1月28日 | ARTIST                             | 大平祥生 | 12:00 | シアターGロッソ |                                                            |
| 10 | 1月28日 | 浮遊生物                           | 許豊凡   | 16:30 | シアターGロッソ |                                                            |
| 11 | 1月28日 | K5                                 | 佐藤景瑚 | 21:00 | シアターGロッソ | ENJIN KYOがゲスト出演                                      |
| 12 | 1月28日 | Reveal                             | 松田迅   | 12:00 | 後楽園ホール    |                                                            |
| 13 | 1月28日 | OHAKONKONOYA                       | 鶴房汐恩 | 16:30 | 後楽園ホール    |                                                            |
| 14 | 1月28日 | UP TO YOU。                        | 池﨑理人 | 20:30 | 後楽園ホール    | 池﨑理人本人の作品の展示会                                 |
| 15 | 1月29日 | LOOK UP                            | 田島将吾 | 12:00 | IMM THEATER     | 西洸人・池﨑理人がゲスト出演                               |
| 16 | 1月29日 | easy life                          | 木全翔也 | 16:30 | IMM THEATER     |                                                            |
| 17 | 1月29日 | Singing in the rain                | 河野純喜 | 21:00 | IMM THEATER     | 與那城奨がゲスト出演                                       |
| 18 | 1月29日 | Now Loading…                       | 豆原一成 | 12:00 | シアターGロッソ |                                                            |
| 19 | 1月29日 | My Everything                      | 川西拓実 | 16:30 | シアターGロッソ | 川尻蓮がゲスト出演                                         |
| 20 | 1月29日 | CAFE                               | 尾崎匠海 | 21:00 | シアターGロッソ |                                                            |
| 21 | 1月29日 | Wonder Angel Land                  | 佐野雄大 | 12:00 | 後楽園ホール    |                                                            |
| 22 | 1月29日 | NUMERO 1                           | 後藤威尊 | 16:30 | 後楽園ホール    | 佐野雄大がゲスト出演                                       |

### FAN MEETING in LAPOSTA 2025
TOKYO DOME CITY HALLにて、DXTEEN・ME:I・IS:SUEがそれぞれ出演するファンミーティング。
LeminoとStreamPass/FanStreamにて生配信が行われた。
|   | 開催日  | 出演   | 開演  | 場所                 | 備考 |
| - | ------- | ------ | ----- | -------------------- | ---- |
| 1 | 1月27日 | ME:I   | 18:30 | TOKYO DOME CITY HALL |      |
| 2 | 1月28日 | IS:SUE | 18:30 | TOKYO DOME CITY HALL |      |
| 3 | 1月29日 | DXTEEN | 18:30 | TOKYO DOME CITY HALL |      |

### LAPONE SYMPOSIUM
TOKYO DOME CITY HALLにて、代表取締役 崔信化によるLAPONEのこれまでの歩み、現状の課題や問題、そして今後の展望を語り、あらゆる質問に真摯に向き合い、答える会。
以下は公演内で回答された内容の一部
- LAPONEの給料事情やグループの共同生活について
- グループ別に感じられる待遇の差について
- SNSの誹謗中傷やチケット転売への対策について
- 一部のファン同士の対立について

| 開催日 | 登壇   | MC            | 開演  | 場所                 | 備考       |
| ------ | ------ | ------------- | ----- | -------------------- | ---------- |
| 2月1日 | 崔信化 | はんにゃ 金田 | 12:30 | TOKYO DOME CITY HALL | [ 注釈 6 ] |

## 企画

### ドコモ未来フィールド×LAPOSTA 2025
「LAPOSTA 2025」が、子どもたちが夢や将来を考えるきっかけとなるような「ワクワクする体験」や「プロの世界に触れることのできる体験」を提供するプロジェクト「ドコモ未来フィールド」との特別企画。
| 開催日 | 場所             | 対象                              | 体験プログラム                                             | 備考                                           |
| ------ | ---------------- | --------------------------------- | ---------------------------------------------------------- | ---------------------------------------------- |
| 2月1日 | 東京ドームシティ | 小学生・中学生 抽選で親子30組60名 | ダンスレッスン／ステージ演出の仕事見学／コンサート鑑賞など | 川尻蓮・豆原一成・木村柾哉・後藤威尊が一部参加 |

### LAPOSTA GALLERY 2025
LAPONE所属アーティスト５組がこれまでに着用した衣装の数々が展示される。
| 期間            | 時間             | 場所         | 備考 |
| --------------- | ---------------- | ------------ | ---- |
| 1月25日～2月2日 | 全日11:00～20:00 | Gallery AaMo |      |

### LAPOSTA 2025 TREASURE HUNT
『LAPOSTA 2025 Supported by docomo』のFANCLUB企画。東京ドームシティエリア各所に設置される等身大パネルの二次元コードからスタンプを集め、プレゼント企画に応募できる。

### LAPOSTA 2025 × ドコモ 「つながる謎解きゲーム」
東京ドームシティに散りばめられたスポットを、ファンがつなげてゴールを目指す謎解きゲーム。施設内で配られるパンフレットをもとに、5つのポイントを巡って謎を解き、ゴールを目指す。コンサート鑑賞者以外でも無料で参加できる。
| 期間            | 時間         | 備考 |
| --------------- | ------------ | ---- |
| 1月31日・2月1日 | 10:00〜18:00 |      |
| 2月2日          | 9:00〜16:00  |      |

### LAPOSTA 2025 × 東京ドームシティ コラボイベント[26]

#### アトラクションズコラボ（1月15日～2月2日）
バ・バ・バ　バイキングをはじめとした6種類のアトラクションに乗車しながら、LAPONEアーティストの楽曲やメンバーによる特別なトークを聞くことができる。

#### スポドリ！コラボ（1月15日～2月2日）
スポドリ！内バッティングコーナーのピッチング映像が一部LAPONEアーティストに変わる。野球経験を持つJO1 大平祥生、川西拓実、豆原一成、INI 田島将吾、藤牧京介、DXTEEN 寺尾香信が参加。

#### フォトスポット（1月15日～2月2日）
LAPONEアーティストのフォトパネルが東京ドームシティ各所に登場。フォトパネルに掲載の二次元コードを読み込むと、本イベント限定の写真を見ることができる。

#### 東京ドームシティ店舗 コラボメニュー（1月15日～2月2日）
東京ドームシティ対象店舗でLAPONEアーティスト自らがプロデュースしたコラボメニューが販売。購入者には、LAPOSTA 2025オリジナルコースターがプレゼントされる。

#### 東京ドームホテル コラボドリンク（1月27日～2月2日）
東京ドームホテル 6F バー「2000」、43F スカイラウンジ&ダイニング「アーティスト カフェ」スタンディングバーで、オリジナルコラボドリンクが販売。ドリンク一杯につきLAPOSTA 2025オリジナル缶ミラーがプレゼントされる。

#### 東京ドーム場内 コラボメニュー（1月27日～2月2日）
東京ドーム場内売店でLAPOSTA 2025とのコラボドリンク、コラボスイーツが販売。購入者にはそれぞれ異なるカラーのステッカーがプレゼントされる。

#### RANDOM PLAY DANCE（1月30日17:00～18:00）
LAPONE 楽曲のみで構成された1日限りのRANDOM PLAY DANCE。当日は無料で自由に参加可能。

#### イルミネーションコラボ（1月15日～2月2日）
LAPONEアーティストの楽曲に合わせたイルミネーションツリー演出。

#### BGMコラボ（1月15日～2月2日）
東京ドームシティの各所でLAPONEアーティストの楽曲がオンエア。FOOD STADIUM TOKYOではLAPONEアーティストの映像も放映される。

### LAPONE向上委員会 ～LAPOSTAから広げよう～
各グループファンダムが交流できる場。
| 開催日  | 出演者（MC）                                              | 時間         | 場所        | 備考       |
| ------- | --------------------------------------------------------- | ------------ | ----------- | ---------- |
| 1月31日 | しずる 村上純・ジェラードン かみちぃ                      | 14:00～16:00 | IMM THEATER | [ 注釈 6 ] |
| 2月1日  | おかずクラブ・さや香 石井・ 3時のヒロイン ゆめっち かなで | 12:00～14:00 | IMM THEATER | [ 注釈 6 ] |

### LAPONE KARAOKE FES in LAPOSTA 2025
カラオケの得点機能を基準として審査し、優秀な成績を収めた人には、東京ドームシティ各所に設置されるメンバーのソロビジュアルのぼりがプレゼントされる。ステージでの表現力や衣装なども審査対象になり、観覧者にも抽選で20名にのぼりがプレゼントされる抽選会も実施。
| 開催日  | 出演者（MC）  | 開演  | 場所                 | 備考       |
| ------- | ------------- | ----- | -------------------- | ---------- |
| 1月31日 | はんにゃ 金田 | 13:00 | TOKYO DOME CITY HALL | [ 注釈 6 ] |

## 出演者
（）内はLAPOSTAでのグループカラー
- JO1（   レッド）

- INI（   ブルー）

- DXTEEN（   グリーン）

- ME:I（   ピンク）※活動休止中のためメンバーのTSUZUMIは不参加[注釈 7]

- IS:SUE（   パープル）※活動休止中のためメンバーのRINは不参加[注釈 7]

### ゲストアーティスト
- ZEROBASEONE - 1月31日
- Kep1er - 2月1日
- izna - 2月1日

## 収録内容
1. 想像以上 - ME:I
2. Dance On Open World - DXTEEN
  - Dance Breakが追加されている。
3. Rocketeer - INI
4. Breaking Thru the Line - IS:SUE
5. 無限大 - JO1～ALL  
  - 終盤に全5組がメインステージに登場。
6. LOVE ALL STAR - JO1・INI・DXTEEN
7. LEAP HIGH! 〜明日へ、めいっぱい〜 - ME:I・IS:SUE
8. Handle - DXTEEN
  - 2025年8月13日にLAPONE公式YouTubeにて公開された[29]。
9. Snowin' - DXTEEN
10. Good Vibes - DXTEEN
11. CONNECT - IS:SUE
12. THE FLASH GIRL - IS:SUE
  - 2025年8月13日にLAPONE GIRLS公式YouTubeにて公開された[30]。
  - Dance Breakが追加されている。
13. STATIC - IS:SUE
14. &ME - ME:I
  - 2日公演では、公式キャラクターME:EYEが登場。
15. Click - ME:I
  - 2025年8月13日にLAPONE GIRLS公式YouTubeにて公開された[31]。
16. Hi-Five - ME:I
17. ビヨンド ～越えてゆこう～ - ME:I
18. MORE - INI
  - バックステージ側のベンチから登場。
19. TELEVISION - INI
20. DROP - INI
21. BOMBARDA - INI
  - 2日公演のみ披露。
  - 岡村隆史扮するシャチョー[注釈 8]が乱入した[32]。
22. WMDA (Where My Drums At) - INI
  - 2025年8月13日にLAPONE公式YouTubeにて公開された[33]。
  - Dance Breakが追加されている。
23. ICY - JO1
  - INIのメンバーと回転扉で入れ替わるように登場。
  - 2025年8月13日にLAPONE公式YouTubeにて公開された[34]。
24. Phobia - JO1
25. Love seeker - JO1
26. JOin us!! - JO1
  - DVDではここでDisc1が終了[注釈 9][35]。
27. Click - INI  
  - INIがME:Iの「Click」をカバー。
28. Brighter - ME:I  
  - ME:IがINIの「Brighter」をカバー。
29. OH-EH-OH - ME:I  
  - ME:IがJO1の「OH-EH-OH」をカバー。
30. Cookie Party - JO1  
  - JO1がME:Iの「Cookie Party」をカバー。
31. GrandMaster - 與那城奨・木村柾哉・谷口太一・MOMONA・NANO  
  - ユニットパフォーマンスのオープニングとして、各グループ（ユニット）のリーダーが披露。
32. Brand New Day - Pearl Grace
33. Trigger - Diamond Brilliance
34. LOUD - Ruby Flame
35. CHOPPY CHOPPY - Emerald Spark
36. SuperCali - Pearl Grace
37. TOXIC - Sapphire Mystique
38. 10 THINGS - Diamond Brilliance
39. BOMBARDA - Ruby Flame  
  - 終盤に全5組がメインステージに登場。
40. FANFARE - INI
41. HAPPY UNBIRTHDAY - JO1
42. Our Diary - ME:I
43. Tiny Step - IS:SUE
44. Do What You Like - INI
45. RadioVision - JO1
46. DREAMLIKE - DXTEEN
47. HERO - INI
48. Test Drive - JO1
  - 本編ラストナンバー。
49. 無限大 - JO1
  - 以降アンコール（2月2日公演のみ）。
  - ナインティナイン岡村がサプライズ登場（バックヤードにいる矢部とも中継で繋がる）[32][注釈 10]。
  - 岡村は新しい配信番組が制作中であることを告知した[36]。
50. WOW WAR TONIGHT ～時には起こせよムーヴメント - JO1～ALL
  - 後半から全グループが集結。
51. LOVE ALL STAR（LAPOSTA 2025 Ver.） - ALL
  - ME:I・IS:SUEのパートが追加された特別バージョンでの披露。

## ユニット
JO1・INI・DXTEENから3組、ME:I・IS:SUEから2組の計5組のユニットを結成し、パフォーマンスを披露した。それぞれのユニット名は宝石になぞって名付けられている。

### Pearl Grace
JO1 - 大平祥生・木全翔也・白岩瑠姫・與那城奨
INI - 後藤威尊・佐野雄大・田島将吾・藤牧京介
DXTEEN - 大久保波留・福田歩汰
披露曲…「Brand New Day」(DXTEEN) 「SuperCali」(JO1)

### Diamond Brilliance
JO1 - 川尻蓮・金城碧海・佐藤景瑚・豆原一成
INI - 尾崎匠海・木村柾哉・西洸人
DXTEEN - 田中笑太郎・寺尾香信
披露曲…「Trigger」(JO1) 「10 THINGS」(INI)

### Ruby Flame
JO1 - 川西拓実・河野純喜・鶴房汐恩
INI - 池﨑理人・許豊凡・髙塚大夢・松田迅
DXTEEN - 谷口太一・平本健
披露曲…「LOUD」(INI) 「BOMBARDA」(INI)

### Emerald Spark
ME:I - MIU・MOMONA・SHIZUKU・KEIKO・SUZU
IS:SUE - RINO
披露曲…「CHOPPY CHOPPY」(PRODUCE 101 JAPAN THE GIRLS / ME:I）

### Sapphire Mystique
ME:I - COCORO・RAN・AYANE・KOKONA・RINON
IS:SUE - NANO・YUUKI
披露曲…「TOXIC」(PRODUCE 101 JAPAN THE GIRLS / ME:I）

## ゲストアーティスト
31日公演・1日公演において、ゲストアーティストが（本編13～14間）パフォーマンスを披露した。

### 1月31日公演
- GOOD SO BAD (Japanese ver.) - ZEROBASEONE
- ゆらゆら -運命の花- - ZEROBASEONE
- Only One Story - ZEROBASEONE
- NOW OR NEVER - ZEROBASEONE

### 2月1日公演
- IZNA - izna
- DRIP - izna
- IWALY - izna
- TIME BOMB - izna
- MVSK (Japanese ver.) - Kep1er
- sync-love - Kep1er
- Back To The City - Kep1er
- WA DA DA (Japanese ver.) - Kep1er

## 関連番組

### LAPOSTA 2025 -Behind the scene-
『LAPOSTA 2025 Supported by docomo』の裏側に吉本芸人が潜入する特別番組。Leminoプレミアムにて独占配信。
| 回 | 配信日        | 出演者                                                           | 内容                   | 備考 |
| -- | ------------- | ---------------------------------------------------------------- | ---------------------- | ---- |
| 1  | 2025年2月27日 | JO1・INI・DXTEEN・ME:I・IS:SUE ジェラードン かみちぃ・レインボー | LAPONE愛No.1決定戦     |      |
| 2  | 2025年3月6日  | JO1・INI・DXTEEN・ME:I・IS:SUE ジェラードン かみちぃ・レインボー | シャッフルユニット裏側 |      |

### ナインティナイン出演の配信番組（仮）
2023年から岡村の姿を追ったドキュメンタリー。詳細は後日発表される。

## パートナー

### トップパートナー
NTT docomo

### パートナー
- GENDA

　・GiGO
　・株式会社フクヤ
　・カラオケBanBan
　・GAGA
- bibigo
- 完全メシ

## エピソード
- 東京ドーム公演は最速先行のみで26万件の応募があり、前回までの約3倍に増加した。（LAPONE SYMPOSIUMより）
- ME:IのTSUZUMIとIS:SUEのRINは活動休止中により公演には参加していないため、出演者は全5グループ41人（ゲストアーティストは含まない）であるが、メンバーの発言やメディアの表記では総勢43人で統一されている。
- 公演内にて、金城碧海は会場に集まったLAPONEファンのことを「ラバーズ」及び「ラブリー」と呼称した。（公式かどうかは不明）
- 川西拓実はLAPONE SYMPOSIUMへ登壇する崔社長に舞台裏まで付き添っていた。
- DXTEENとIS:SUEは本公演を機にグループのOFFICIAL LIGHT STICKが発表され、販売された。